# Anders Hyckert
Anders Jansson Hyckert, född 7 augusti 1770 i Söderbärke socken, död 8 augusti 1826 i Älvkarleby socken, var en svensk politiker.
Hyckert genomgick Västerås gymnasium och erhöll sedan informatorsplats hos brukspatron Tottie på Älvkarleö. Hyckert inlade stora förtjänster om brukets skötsel och erhöll som tack härför 1805 Ytterboda hemman. År 1809 invaldes han i riksdagen som representant för bondeståndet och bevistade alla riksdagar till och med 1823, förutom 1812, då han avsagt sig val. Hyckert var ständig medlem av Konstitutionsutskottet, bondeståndets vice talman vid flera riksdagar och talman 1823. Han tillhörde de mest framstående bland sitt stånds medlemmar. Av moderat och medlande läggning, nedlade han mycket nit på sina ståndsbröders politiska uppfostran, och blev där en föregångare till Anders Danielsson.